# Olympische Sommerspiele 1992/Kanu – Zweier-Canadier 500 m (Männer)
Die Wettkämpfe im Zweier-Canadier über 500 Meter bei den Olympischen Sommerspielen 1992 wurden vom 3. bis 7. August 1992 im spanischen Küstenort Castelldefels ausgetragen. 
Olympiasieger wurden Dsmitryj Douhaljonok und Aljaksandr Massjajkou vom Vereinten Team.

## Ergebnisse

### Vorläufe
Die jeweils ersten zwei Boote qualifizierten sich direkt für das Finale, die restlichen Boote für die Halbfinals.

#### Vorlauf 1
| Rang | Athleten                                   | Nation         | Zeit        |
| ---- | ------------------------------------------ | -------------- | ----------- |
| 1    | Gheorghe Andriev Nicolae Juravschi         | Rumänien       | 1:43,89 min |
| 2    | Martin Marinow Blagowest Stojanow          | Bulgarien      | 1:44,00 min |
| 3    | Didier Hoyer Olivier Boivin                | Frankreich     | 1:44,46 min |
| 4    | Dsmitryj Douhaljonok Aljaksandr Massjajkou | Vereintes Team | 1:45,25 min |
| 5    | Arne Nielsson Christian Frederiksen        | Dänemark       | 1:49,58 min |
| 6    | Juan Aballí Fernando Zamora                | Kuba           | 1:53,50 min |
| 7    | José Martínez Ramón Ferrer                 | Mexiko         | 1:55,50 min |
| 8    | Katsuya Toyama Tsunehisa Uchino            | Japan          | 1:55,69 min |

#### Vorlauf 2
| Rang | Athleten                        | Nation             | Zeit        |
| ---- | ------------------------------- | ------------------ | ----------- |
| 1    | Ulrich Papke Ingo Spelly        | Deutschland        | 1:40,53 min |
| 2    | Attila Pálizs György Kolonics   | Ungarn             | 1:41,71 min |
| 3    | Jan Bartůněk Waldemar Fibigr    | Tschechoslowakei   | 1:42,42 min |
| 4    | Larry Cain David Frost          | Kanada             | 1:43,12 min |
| 5    | Narciso Suárez Enrique Míguez   | Spanien            | 1:43,63 min |
| 6    | Stewart Carr Jim Terrell        | Vereinigte Staaten | 1:46,85 min |
| 7    | Tomasz Darski Andrzej Sołoducha | Polen              | 1:46,93 min |

### Halbfinalläufe
Die ersten zwei Boote des jeweiligen Halbfinals und der zeitbessere Dritte erreichten das Finale.

#### Halbfinale 1
| Rang | Athleten                                   | Nation             | Zeit        |
| ---- | ------------------------------------------ | ------------------ | ----------- |
| 1    | Dsmitryj Douhaljonok Aljaksandr Massjajkou | Vereintes Team     | 1:40,74 min |
| 2    | Arne Nielsson Christian Frederiksen        | Dänemark           | 1:41,58 min |
| 3    | Jan Bartůněk Waldemar Fibigr               | Tschechoslowakei   | 1:42,18 min |
| 4    | José Martínez Ramón Ferrer                 | Mexiko             | 1:46,55 min |
| 5    | Stewart Carr Jim Terrell                   | Vereinigte Staaten | 1:46,62 min |
| 6    | Katsuya Toyama Tsunehisa Uchino            | Japan              | 1:47,58 min |

#### Halbfinale 2
| Rang | Athleten                        | Nation     | Zeit        |
| ---- | ------------------------------- | ---------- | ----------- |
| 1    | Didier Hoyer Olivier Boivin     | Frankreich | 1:42,09 min |
| 2    | Larry Cain David Frost          | Kanada     | 1:42,35 min |
| 3    | Tomasz Darski Andrzej Sołoducha | Polen      | 1:42,72 min |
| 4    | Narciso Suárez Enrique Míguez   | Spanien    | 1:42,82 min |
| 5    | Juan Aballí Fernando Zamora     | Kuba       | 1:43,04 min |

### Finale
| Rang | Athleten                                   | Nation           | Zeit        |
| ---- | ------------------------------------------ | ---------------- | ----------- |
| 1    | Dsmitryj Douhaljonok Aljaksandr Massjajkou | Vereintes Team   | 1:41,54 min |
| 2    | Ulrich Papke Ingo Spelly                   | Deutschland      | 1:41,68 min |
| 3    | Martin Marinow Blagowest Stojanow          | Bulgarien        | 1:41,94 min |
| 4    | Gheorghe Andriev Nicolae Juravschi         | Rumänien         | 1:42,84 min |
| 5    | Arne Nielsson Christian Frederiksen        | Dänemark         | 1:42,92 min |
| 6    | Didier Hoyer Olivier Boivin                | Frankreich       | 1:43,04 min |
| 7    | Attila Pálizs György Kolonics              | Ungarn           | 1:43,27 min |
| 8    | Jan Bartůněk Waldemar Fibigr               | Tschechoslowakei | 1:44,70 min |
| 9    | Larry Cain David Frost                     | Kanada           | 1:45,76 min |